# Danijel Šarić
Danijel Šarić (serbisch Данијел Шарић, * 27. Juni 1977 in Doboj, SR Bosnien und Herzegowina, SFR Jugoslawien) ist ein ehemaliger katarischer Handballtorwart bosnisch-serbischer Herkunft. Er besitzt sowohl die serbische als auch die bosnische Staatsbürgerschaft. Seine Körpergröße beträgt 1,94 m. Er spielte zuletzt für den katarischen Club Al-Arabi SC und für die Nationalmannschaft Katars.

## Karriere
Danijel Šarić unterschrieb seinen ersten Profivertrag beim RK Roter Stern Belgrad. Mit den Hauptstädtern wurde er mehrmals Meister und Pokalsieger; 1999 wechselte er dann zum Ligakonkurrenten RK Sintelon. Nach vier Jahren wechselte er nach Spanien zum CB Cantabria Santander (Liga ASOBAL). Dort und bei seinem nächsten Club BM Alcobendas blieb er weitgehend erfolglos. 2006 erhielt er ein Angebot vom Spitzenclub Ademar León und zog 2007 ins Finale des Europapokals der Pokalsieger ein, unterlag aber dem HSV Hamburg.
2008 verließ Šarić Ademar León und schloss sich SDC San Antonio an. Nach nur einer Saison wechselte Šarić zum Ligarivalen FC Barcelona. 2016 wechselte er zum katarischen Verein Al-Qiyada. Zwei Jahre später schloss sich Šarić Al-Duhail SC an, mit dem er 2019 die asiatische Champions League gewann. Seit 2019 läuft er für Al-Arabi SC auf. Mit Al-Arabi gewann er 2020 die katarische Meisterschaft.
Šarić bestritt von 2004 bis 2007 50 Länderspiele für die Nationalmannschaften von Serbien und Montenegro bzw. Serbien. Lange Zeit stand er dabei im Schatten von Dejan Perić und Arpad Šterbik, erst nach dem Rücktritt von Perić konnte Šarić mehr Spielanteile verzeichnen. Nach dem Wechsel der Staatsbürgerschaft und einer Wartefrist lief er ab 2010 für die bosnische Nationalmannschaft auf.
Um bei der heimischen Weltmeisterschaft 2015 in Katar eine wettbewerbsfähige Mannschaft aufstellen zu können, überredete der katarische Verband 2013 Šarić zu einem Nationalitätenwechsel. Da sein letztes Länderspiel im März 2011 stattfand, war die dreijährige Sperrfrist, in der er kein Länderspiel bestritten haben darf, kein Problem. Im Oktober 2014 wurde bekannt, dass er bei der WM für Katar aufläuft. Weiterhin nahm er an den Olympischen Spielen 2016 in Rio de Janeiro teil.
Er wurde mit Katar 2015 Vizeweltmeister.

## Erfolge
- mit RK Roter Stern Belgrad:[10]
  - Serbischer Meister 1996, 1997 und 1998
  - Serbischer Pokalsieger 1995 und 1996
- mit RK Sintelon:
  - Serbischer Pokalsieger 2000
- mit FC Barcelona:
  - EHF Champions League: 2011 und 2015
  - Spanischer Meister 2011, 2012, 2013, 2014, 2015 und 2016
  - Spanische Copa ASOBAL: 2010, 2012, 2013 und 2014
  - Spanische Copa del Rey: 2010 und 2014
  - Spanische Supercopa Asobal: 2010, 2013 und 2014
  - Spanische Supercopa de Cataluña: 2012
- Al-Duhail SC
  - Asiatische Champions League 2019
- Al-Arabi SC
  - Katarischer Meister 2020
- Katar
  - Asienmeisterschaft: 2016[11]

## Auszeichnungen
- Bester Torwart der Liga ASOBAL: 2011, 2012, 2013 und 2014[12]
- Bester Spieler der Liga ASOBAL: 2011 und 2014
- Bester Torwart der Copa ASOBAL: 2011
- Bester Torwart der Supercopa ASOBAL: 2012

## Privates
Sein Sohn Filip ist ebenfalls Handballtorwart.